# 萊斯布里奇
萊斯布里奇（/ˈlɛθbrɪdʒ/），或稱列必珠，是加拿大艾伯塔省的一個城市，並為艾伯塔省南部最大的城市。萊斯布里奇市在艾省是繼卡加利、愛民頓及紅鹿市後人口最多的城市，而在面積方面，則排於卡加利及愛民頓之後，為艾省第三大城市。鄰近的洛磯山脈為萊市帶來冬暖夏涼而大風的氣候。
列必珠是艾伯塔省南部的工商、金融及運輸中心，經濟由十九世紀末的煤礦工業和二十世紀初的農業為主，轉型至現在有一半的人口受僱於醫務、教育、零售、飲食和酒店業。市內首五大僱員機構都是屬轄政府的。艾省卡加利以南的唯一一間大學位於萊斯布里奇，而在艾省南部的三間專上學院裡面，有兩間均於萊市設立校舍。萊市的文化設施有演藝劇院、博物館和體育中心。

## 歷史

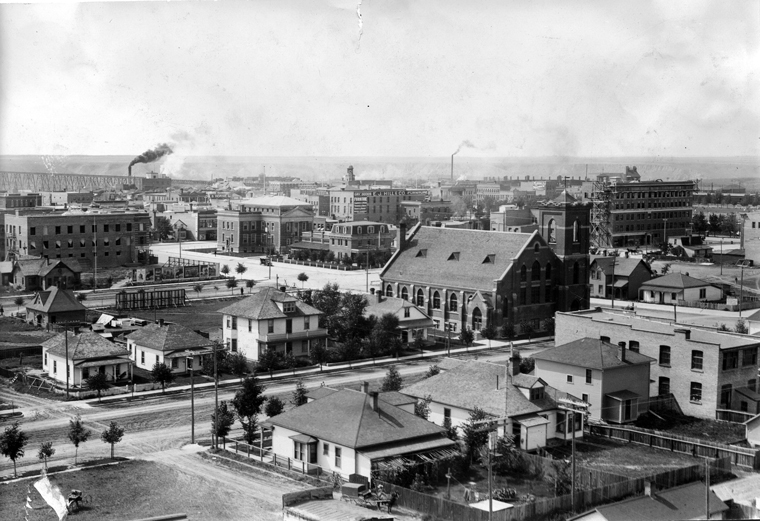
萊斯布里奇市中心（攝於1911年）

在十九世紀之前，不同的原住民於不同時期在萊市居住。1869年，美國軍方停止與黑足原住民進行酒精飲品交易後，商人約翰·希利和亞弗列·咸美頓在現萊市一帶建立一座名為咸美頓堡的威士忌交易站；交易站後來被稱為胡普厄普堡（Fort Whoop-Up）。威士忌交易活動於1873年間接引發絲柏山屠殺，導致23名阿西尼博恩原住民死亡。皇家騎警奉召在該帶取締威士忌交易活動和維持秩序，並於1874年10月9日抵達胡普厄普堡，往後12年駐守該交易站。
萊市的經濟最初以採礦為主。尼古拉斯·舍蘭於1874年在此開設煤礦，而西北煤礦及運通公司則於1882年成立，為萊市的經濟發展打開序幕。西北煤礦公司的總裁是威廉·萊斯布里奇，城市自此得名。到了19世紀末葉，煤礦僱用了150名工人，每天產煤量達300公噸。該帶煤礦的產煤量到了1896年還是整個西北地區之冠。第一次世界大戰為萊市煤業的巔峰期；戰後石油和天然氣取代煤成為主要燃料，而萊市最後一座煤礦亦於1957年關閉。
萊市第一條鐵路於1885年8月28日由艾伯塔鐵路暨煤礦公司建成；該公司於五年後併購西北煤礦及運通公司。受惠於鐵路業對煤的依賴，以及加拿大太平洋鐵路公司（CPR）積極鼓勵新移民到南亞伯達定居，推動了萊斯布里奇的經濟發展。CPR於1905年將旗下鴉巢鐵路綫的主車廠從麥克勞德堡遷至萊斯布里奇，更令萊市成為南亞伯達的主要區域中心。然而，CPR於1980年代中將其車廠從萊市遷至鄰近的基普，令萊市失去其鐵路樞紐地位。
於1907年至1913年期間，萊市發展蓬勃。市內積極發展，項目包括一個食水處理廠、一個發電廠、街車系統和展覽中心，加上建造業的興盛以及房地價格上升，使原本的採礦小鎮搖身一變成為舉足輕重的城市。不過，在兩次世界大戰之間，該市歴經一次經濟衰退。發展步伐減慢，旱災迫使農民放棄農地，而煤礦業則一落千丈。在二次大戰後，市郊附近的農田灌溉系統使市內人口及經濟增長。萊斯布里奇學院（之前為萊斯布里奇社區學院）和萊斯布里奇大學分別於1957年4月及1967年開啓。

## 政府
萊斯布里奇市政廳由一名市長和八名市議員組成。市選民每三年選出新一屆政府。萊斯布里奇市沒有劃分次行政區，因此市長和市議員均由全市選民選出。萊市財政額達CAD二億元，其中有大半來自物業稅。萊市由一個聯邦議席和萊市東（自由黨）及萊市西（進步保守黨）兩個省議席作代表。
過去萊市的政治表態都是偏右的。由1917年至1930年期間的聯邦大選中，萊市選出不同政黨作國會代表，但由1935年到1957年，萊市選民在每次的國會選舉中都投給社信聯盟。進步保守黨由1958年至1993年期間均獲得萊市一議席，直到加拿大改革黨成立為止，之後的選舉中都是改革黨或其後衍生的政黨獲選的。
艾伯塔省政府通過艾伯塔衞生服務部（Alberta Health Services）為萊市提供公營醫療服務。欽諾克衞生部（Chinook Health）負責管理艾省西南部的醫療設施，例如欽諾克區醫院（Chinook Regional Hospital）及聖米高衞生中心（St. Michael's Health Centre）。

## 地理
萊斯布里奇位處北緯49.7°，西經112.833°，市轄面積為127.19平方（49.11平方英里）。奧德曼河為市内主要河流，其谷地被闢為一個達16平方（4,000英畝）的市區公園系統。萊市分為三個主要區域，分別為西萊市、北萊市和南萊市。西萊市座落奧德曼河以西的地域，而北萊市和南萊市則以鴉巢公路和加拿大太平洋鐵路路綫為界。

## 氣候
| 萊斯布里奇               | 萊斯布里奇    | 萊斯布里奇    | 萊斯布里奇  | 萊斯布里奇    | 萊斯布里奇   | 萊斯布里奇   | 萊斯布里奇   | 萊斯布里奇   | 萊斯布里奇  | 萊斯布里奇    | 萊斯布里奇    | 萊斯布里奇    | 萊斯布里奇    |
| 月份                     | 1月           | 2月           | 3月         | 4月           | 5月          | 6月          | 7月          | 8月          | 9月         | 10月          | 11月          | 12月          | 全年          |
| ------------------------ | ------------- | ------------- | ----------- | ------------- | ------------ | ------------ | ------------ | ------------ | ----------- | ------------- | ------------- | ------------- | ------------- |
| 历史最高温 °C（°F）      | 16.7 (62.1)   | 21.8 (71.2)   | 23.3 (73.9) | 31.1 (88.0)   | 34.2 (93.6)  | 38.3 (100.9) | 39.4 (102.9) | 38.9 (102.0) | 36.7 (98.1) | 31.7 (89.1)   | 22.8 (73.0)   | 19.6 (67.3)   | 39.4 (102.9)  |
| 平均高温 °C（°F）        | −1.8 (28.8)   | 1.5 (34.7)    | 6 (43)      | 12.9 (55.2)   | 18.2 (64.8)  | 22.3 (72.1)  | 25.5 (77.9)  | 25.4 (77.7)  | 20.1 (68.2) | 14 (57)       | 4.3 (39.7)    | −0.2 (31.6)   | 12.3 (54.1)   |
| 日均气温 °C（°F）        | −7.8 (18.0)   | −4.6 (23.7)   | −0.2 (31.6) | 6.0 (42.8)    | 11.3 (52.3)  | 15.5 (59.9)  | 18.0 (64.4)  | 17.7 (63.9)  | 12.6 (54.7) | 7.0 (44.6)    | −2.5 (27.5)   | −6.1 (21.0)   | 5.7 (42.3)    |
| 平均低温 °C（°F）        | −13.8 (7.2)   | −10.7 (12.7)  | −6.5 (20.3) | −0.9 (30.4)   | 4.2 (39.6)   | 8.6 (47.5)   | 10.5 (50.9)  | 10 (50)      | 5.1 (41.2)  | 0 (32)        | −7.2 (19.0)   | −12 (10)      | −1.1 (30.0)   |
| 历史最低温 °C（°F）      | −42.8 (−45.0) | −42.2 (−44.0) | −38 (−36)   | −25.6 (−14.1) | −11.7 (10.9) | −1.7 (28.9)  | 0.9 (33.6)   | −1 (30)      | −9.4 (15.1) | −26.7 (−16.1) | −34.7 (−30.5) | −42.8 (−45.0) | −42.8 (−45.0) |
| 平均降水量 mm（）        | 17.6 (0.69)   | 11.6 (0.46)   | 24 (0.9)    | 31.3 (1.23)   | 53.5 (2.11)  | 63 (2.5)     | 47.5 (1.87)  | 45.8 (1.80)  | 36.9 (1.45) | 18.9 (0.74)   | 16.9 (0.67)   | 16.7 (0.66)   | 386.3 (15.21) |
| 来源：Environment Canada |               |               |             |               |              |              |              |              |             |               |               |               |               |

## 人口
根據萊斯布里奇市政府於2011年進行的市內人口普查，萊市共有87,882名居民，較2010年市內人口普查所得的86,659人上升1.4%。據2006年加拿大全國人口普查，萊市有74,637名居民，都會區人口則為95,196。萊市人口以白人為主；2006年每8個萊市居民中有1人並非歐裔，而2001年每10人中則有1人為非歐裔。非歐裔居民中有40%為加拿大原住民；其他族裔則包括日裔、華裔和拉美裔。
2006年全國人口普查亦顯示萊市居民為母語比例以英文（超過85%）為首，其次為德文（約4%）、荷蘭文（約2%）、法文（約1%）、中文（約1%）和西班牙文（約1%）。
據2021年加拿大全國人口普查，萊市有98,406名居民，都會區人口則為123,847。